# Детская (Мусоргский)

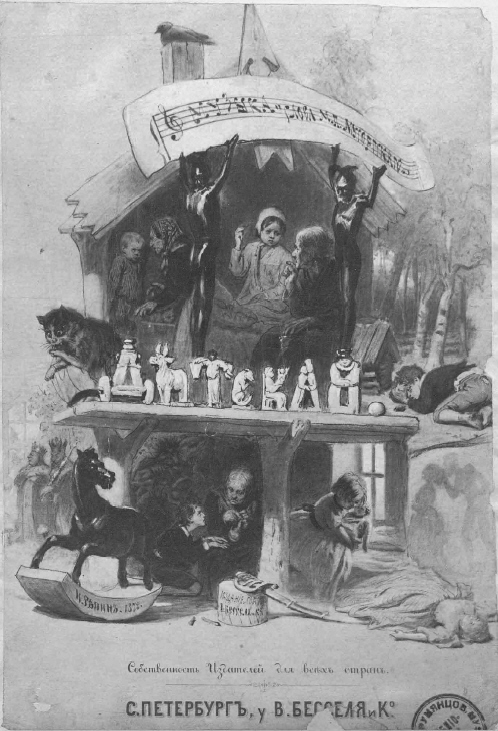
«Детская» М. П. Мусоргского. Обложка первого издания, иллюстрированного И. Е. Репиным; 1872

«Де́тская» — цикл песен М. П. Мусоргского для голоса с фортепиано. Прозаические тексты, представляющие сцены из повседневной жизни детей, написал сам композитор. Песни созданы в 1868, 1870 и 1872 гг. Примерная продолжительность звучания: 16-18 минут.

## Содержание
1. С няней (с посвящением «великому учителю музыкальной правды А. С. Даргомыжскому»)
2. В углу (посвящена В. А. Гартману)
3. Жук (посвящена В. В. Стасову)
4. С куклой (с посвящением «Танюше и Гоге Мусоргским»)
5. На сон грядущий (посвящена «Саше Кюи»)
6. Кот Матрос [без посвящения]
7. Поехал на палочке (2 редакции; песня посвящена Д. В. Стасову и П. С. Стасову)

## Исторический очерк и краткая характеристика
Пять песен (№№ 1-5 в списке) «Детской» Мусоргский написал в 1868—1870 гг. Первое издание цикла осуществил в 1872 году В. В. Бессель. Обложку для него выполнил И. Е. Репин (имя художника читается мелким шрифтом внизу изображения деревянного коня; см. иллюстрацию). Воодушевлённый тёплым приёмом «Детской» у публики и коллег, Мусоргский запланировал написать ещё четыре песни, объединённые предварительным названием «На даче». В 1872 году, находясь на даче Стасовых в Парголове, он начал работать над вторым циклом, но закончил только две миниатюры: «Кот Матрос» и «Поехал на палочке». В 1908 году 7 песен были изданы Бесселем в редакции Н. А. Римского-Корсакова, под общим названием «Enfantines». Часто встречающийся в литературе и аудиозаписях подзаголовок «Эпизоды из детской жизни» в автографах Мусоргского и в обоих изданиях Бесселя отсутствует. Подзаголовок впервые появился на титульном листе критического издания «Детской» (в рамках Полного собрания сочинений), опубликованного под редакцией П. А. Ламма в 1931 году.
Несмотря на «сниженную» тематику, «Детская» — пример оригинального стиля Мусоргского, который виден, прежде всего, в том, как серьёзно и внимательно композитор воплощает слово, незамысловатый и притом прозаический текст — во всех его деталях. На службу тексту поставлены различные средства музыкальной выразительности — мелодика, ритмика, фактура и др. Черты новаторства Мусоргского более всего заметны в гармонии, которая нередко выполняет колористическую и звукоизобразительную функцию (как, например, квартаккорды из песни «С куклой»). Форма-конструкция каждой миниатюры также продиктована структурой текста, а не стандартными (например, строфическими или куплетно-рефренными) привычными слушателю формами. Партия фортепиано выходит за рамки рутинного «песенного» аккомпанемента, вокалист и пианист по замыслу Мусоргского образуют фактически равноправный исполнительский дуэт.

## Рецепция
Сразу по выходе издания Бесселя (1872) «Детская» вызвала восторг Ф. Листа, о котором (в 1873) сообщала его ученица А. фон Шорн: «Волшебные пальцы великого исполнителя выдавали, как он взволновался, перенесенный этой музыкой на зарю собственного детства <…> Лист восклицал: „Любопытно!… и как ново! Какие находки!… Никто другой так этого бы не сказал“ И тысячу других выражений удивления и удовольствия». Первое исполнение «Детской» в Париже вызвало восторженные отклики К. Дебюсси.
Оркестровку «Детской» выполнили известные российские композиторы Р. К. Щедрин (1974) и Э. В. Денисов (1976). Инструментальную (без вокала) версию «Детской» создал словацкий музыкант П. Брейнер и записал её в 2012 году с Новозеландским симфоническим оркестром. Текст существует в переводах на немецкий (известны два варианта) и французский языки.

## Аудиозаписи (выборка)
- 1956 Нина Дорлиак / Святослав Рихтер (Мелодия)
- 1957 Борис Христов
- 1979 Алла Аблабердыева / Михаил Коллонтай (Мелодия)
- 1979 Ирина Муратова / Геннадий Рождественский (оркестровка Э. В. Денисова; запись с концерта; Мелодия)
- 1982 Тереза Берганса (Claves)
- 1984 Галина Писаренко (Мелодия)
- 1993 Сергей Лейферкус (BMG France)
- 2003 Joan Rodgers (Hyperion)